# The Wild Swan
The Wild Swan è il terzo album in studio del cantautore britannico Foy Vance, pubblicato il 13 maggio 2016 dalla Gingerbread Man Records.

## Descrizione
Prima pubblicazione del cantautore con l'etichetta di Ed Sheeran, l'album è stato presentato da Vance stesso il 26 febbraio 2016 attraverso il proprio sito ufficiale in concomitanza con la pubblicazione del primo singolo She Burns, quest'ultimo trasmesso in anteprima il giorno precedente da Zane Lowe su Apple Music.

I dodici brani di The Wild Swan sono stati registrati presso i Blackbird Studios di Nashville sotto la supervisione di Elton John, produttore esecutivo dell'album, e di Jacquire King, proprietario degli studi. Riguardo alla collaborazione con King, Vance ha dichiarato:

## Promozione
Dal 1° al 6 marzo 2016 Foy Vance ha intrapreso la minitournée Wild DeTour, svoltasi attraverso piccoli locali selezionati dai fan attraverso il sito ufficiale del cantante e nel quale sono state eseguite versioni acustiche dei brani contenuti in The Wild Swan. Il 17 dello stesso mese la rivista statunitense Billboard ha pubblicato in anteprima l'audio del brano d'apertura Noam Chomsky Is a Soft Revolution, estratto come secondo singolo il giorno seguente; successivamente sono stati estratti ulteriori due singoli dall'album, intitolati Upbeat Feelgood e Burden e rispettivamente pubblicati l'8 aprile e il 6 maggio 2016.
Tra il 10 e il 26 giugno Vance si è esibito come artista di supporto per le date britanniche del Wonderful Crazy Tour di Elton John, per poi intraprendere a settembre il The Wild Swan World Tour, partito in Australia e proseguito nell'America del Nord e in Europa.

## Tracce
1. Noam Chomsky Is a Soft Revolution – 2:28
2. Upbeat Feelgood – 3:23
3. Coco – 2:30
4. Casanova – 3:16
5. Bangor Town – 4:26
6. Burden – 3:33
7. She Burns – 3:50
8. Be Like You Belong – 4:48
9. Unlike Any Other – 4:15
10. Ziggy Looked Me in the Eye – 4:01
11. Fire It Up (The Silver Spear) – 4:05
12. The Wild Swans on the Lake – 3:08